# Campeonato Brasileiro de Futebol de 2022 - Série C
A Série C do Campeonato Brasileiro de Futebol de 2022 foi uma competição equivalente à terceira divisão do futebol do Brasil. Contando como a 32.ª edição da história, foi disputada por vinte clubes, onde os quatro mais bem colocados ganharam acesso à Série B de 2023 e os quatro últimos colocados na primeira fase foram rebaixados à Série D de 2023.
A região Nordeste é a detentora do maior número de representantes na Série C, com nove equipes. Na sequência, aparece a região Sul com quatro clubes, enquanto as regiões Norte e Sudeste contam com três representantes cada. O Centro-Oeste possui apenas uma equipe participante.
O ABC, foi o primeiro clube a confirmar o acesso à Série B, após vitória sobre o Paysandu por 1–0, em Natal, na quinta rodada da segunda fase. Na rodada seguinte o Vitória garantiu o acesso ao empatar com o mesmo Paysandu por 1–1, em Belém. No outro grupo da segunda fase, as duas equipes promovidas foram definidas na última rodada: os paulistas Mirassol e Botafogo-SP subiram após vitórias sobre a Aparecidense (2–1 no Maião) e Volta Redonda (2–1 no Raulino de Oliveira), respectivamente. Na grande final, o Mirassol empatou sem gols com o ABC na partida de ida, fora de casa, e venceu por 2–0 no segundo jogo, em Mirassol, conquistando o título inédito.
A primeira equipe rebaixada à Série D foi o Campinense: após conquistar o acesso no ano anterior, o clube paraibano teve o descenso confirmado depois de empatar por 1–1 contra o Floresta, em Fortaleza, na penúltima rodada. No mesmo dia, o Ferroviário também foi rebaixado matematicamente após ser derrotado pelo Volta Redonda, fora de casa, por 2–1. A relação do descenso foi definida na última rodada da primeira fase: o Brasil de Pelotas confirmou a queda ao ser derrotado pelo Vitória por 3–1, em Salvador; e o Atlético Cearense fechou a lista de rebaixados após perder o confronto direto contra o Confiança, fora de casa, por 1–0.

## Formato e participantes
Com novo formato, a competição foi disputada por 20 clubes e foi dividida em três fases: na primeira fase, os clubes se enfrentam em turno único num único grupo. Os oito melhores colocados se classificam para a segunda fase e os quatro últimos rebaixados para a Série D de 2023.
Na fase inicial, os quatro clubes rebaixados da Série B de 2021 e as seis equipes remanescentes melhores colocadas na Série C de 2021 tiveram direito a dez jogos com mando de campo. As seis equipes remanescentes com a pior colocação na Série C de 2021 mais os clubes promovidos da Série D de 2021 tiveram nove jogos com mando de campo na primeira fase.
Na fase seguinte, os oito classificados foram divididos em dois grupos de quatro clubes, um grupo com os clubes que terminaram em 1º, 4º, 5º e 8º, outro com as equipes que ficaram em 2º, 3º, 6º e 7º lugares. Após disputa em dois turnos, os dois mais bem classificados de cada grupo foram promovidos à Série B de 2023, enquanto o melhor clube de cada chave avançou à final, com jogos de ida e volta.

### Critérios de desempate
Caso haja empate de pontos entre dois ou mais clubes, os critérios de desempate são aplicados na seguinte ordem:
1. Número de vitórias;
2. Saldo de gols;
3. Gols pró (marcados);
4. Confronto direto;
5. Menor número de cartões vermelhos;
6. Menor número de cartões amarelos;
7. Sorteio.

### Participantes
| Equipe              | Cidade               | Estado | Em 2021       | Estádio (mando)           | Capacidade | Títulos        |
| ------------------- | -------------------- | ------ | ------------- | ------------------------- | ---------- | -------------- |
| ABC                 | Natal                | RN     | 3º (Série D)  | Frasqueirão               | 18 000     | 1 (2010)       |
| Altos               | Altos                | PI     | 14º           | Lindolfo Monteiro         | 5 144      | 0 (não possui) |
| Aparecidense        | Aparecida de Goiânia | GO     | 1º (Série D)  | Annibal Batista de Toledo | 5 000      | 0 (não possui) |
| Atlético Cearense   | Fortaleza            | CE     | 4º (Série D)  | Presidente Vargas         | 20 268     | 0 (não possui) |
| Botafogo-PB         | João Pessoa          | PB     | 6º            | Almeidão                  | 19 000     | 0 (não possui) |
| Botafogo-SP         | Ribeirão Preto       | SP     | 13º           | Santa Cruz                | 29 292     | 0 (não possui) |
| Brasil de Pelotas   | Pelotas              | RS     | 20º (Série B) | Bento Freitas             | 12 314     | 0 (não possui) |
| Campinense          | Campina Grande       | PB     | 2º (Série D)  | Amigão                    | 19 000     | 0 (não possui) |
| Confiança           | Aracaju              | SE     | 19º (Série B) | Batistão                  | 15 000     | 0 (não possui) |
| Ferroviário         | Fortaleza            | CE     | 11º           | Arena Castelão            | 63 903     | 0 (não possui) |
| Figueirense         | Florianópolis        | SC     | 9º            | Orlando Scarpelli         | 19 584     | 0 (não possui) |
| Floresta            | Fortaleza            | CE     | 15º           | Presidente Vargas         | 20 268     | 0 (não possui) |
| Manaus              | Manaus               | AM     | 7º            | Arena da Amazônia         | 44 000     | 0 (não possui) |
| Mirassol            | Mirassol             | SP     | 16º           | Maião                     | 15 000     | 0 (não possui) |
| Paysandu            | Belém                | PA     | 8º            | Curuzu                    | 16 200     | 0 (não possui) |
| Remo                | Belém                | PA     | 17º (Série B) | Baenão                    | 13 792     | 1 (2005)       |
| São José-RS         | Porto Alegre         | RS     | 12º           | Passo d'Areia             | 14 000     | 0 (não possui) |
| Vitória             | Salvador             | BA     | 18º (Série B) | Barradão                  | 35 618     | 0 (não possui) |
| Volta Redonda       | Volta Redonda        | RJ     | 10º           | Raulino de Oliveira       | 20 225     | 0 (não possui) |
| Ypiranga de Erechim | Erechim              | RS     | 5º            | Colosso da Lagoa          | 22 000     | 0 (não possui) |

## Estádios
| ABC | Altos | Aparecidense | Atlético Cearense | Botafogo-PB | Botafogo-SP         |
| --- | --- | --- | --- | --- | ------------------- |
| Frasqueirão | Lindolfo Monteiro | Annibal Batista de Toledo | Presidente Vargas | Almeidão | Santa Cruz          |
| Capacidade: 18 000 | Capacidade: 5 144 | Capacidade: 4 800 | Capacidade: 20 268 | Capacidade: 19 000 | Capacidade: 29 292  |
| | | Annibal Batista de Toledo | Presidente Vargas | |                     |
| Brasil de Pelotas | \| ABC Altos Aparecidense Atlético-CE Botafogo-PB Botafogo-SP Brasil de Pelotas Campinense Confiança Ferroviário Figueirense Floresta Manaus Mirassol Paysandu Remo São José-RS Vitória Volta Redonda Ypiranga-RSLocalização dos times por Estado. Localização das equipes participantes da Série C de 2022 \| | \| ABC Altos Aparecidense Atlético-CE Botafogo-PB Botafogo-SP Brasil de Pelotas Campinense Confiança Ferroviário Figueirense Floresta Manaus Mirassol Paysandu Remo São José-RS Vitória Volta Redonda Ypiranga-RSLocalização dos times por Estado. Localização das equipes participantes da Série C de 2022 \| | \| ABC Altos Aparecidense Atlético-CE Botafogo-PB Botafogo-SP Brasil de Pelotas Campinense Confiança Ferroviário Figueirense Floresta Manaus Mirassol Paysandu Remo São José-RS Vitória Volta Redonda Ypiranga-RSLocalização dos times por Estado. Localização das equipes participantes da Série C de 2022 \| | \| ABC Altos Aparecidense Atlético-CE Botafogo-PB Botafogo-SP Brasil de Pelotas Campinense Confiança Ferroviário Figueirense Floresta Manaus Mirassol Paysandu Remo São José-RS Vitória Volta Redonda Ypiranga-RSLocalização dos times por Estado. Localização das equipes participantes da Série C de 2022 \| | Campinense          |
| Bento Freitas | \| ABC Altos Aparecidense Atlético-CE Botafogo-PB Botafogo-SP Brasil de Pelotas Campinense Confiança Ferroviário Figueirense Floresta Manaus Mirassol Paysandu Remo São José-RS Vitória Volta Redonda Ypiranga-RSLocalização dos times por Estado. Localização das equipes participantes da Série C de 2022 \| | \| ABC Altos Aparecidense Atlético-CE Botafogo-PB Botafogo-SP Brasil de Pelotas Campinense Confiança Ferroviário Figueirense Floresta Manaus Mirassol Paysandu Remo São José-RS Vitória Volta Redonda Ypiranga-RSLocalização dos times por Estado. Localização das equipes participantes da Série C de 2022 \| | \| ABC Altos Aparecidense Atlético-CE Botafogo-PB Botafogo-SP Brasil de Pelotas Campinense Confiança Ferroviário Figueirense Floresta Manaus Mirassol Paysandu Remo São José-RS Vitória Volta Redonda Ypiranga-RSLocalização dos times por Estado. Localização das equipes participantes da Série C de 2022 \| | \| ABC Altos Aparecidense Atlético-CE Botafogo-PB Botafogo-SP Brasil de Pelotas Campinense Confiança Ferroviário Figueirense Floresta Manaus Mirassol Paysandu Remo São José-RS Vitória Volta Redonda Ypiranga-RSLocalização dos times por Estado. Localização das equipes participantes da Série C de 2022 \| | Amigão              |
| Capacidade: 12 314 | \| ABC Altos Aparecidense Atlético-CE Botafogo-PB Botafogo-SP Brasil de Pelotas Campinense Confiança Ferroviário Figueirense Floresta Manaus Mirassol Paysandu Remo São José-RS Vitória Volta Redonda Ypiranga-RSLocalização dos times por Estado. Localização das equipes participantes da Série C de 2022 \| | \| ABC Altos Aparecidense Atlético-CE Botafogo-PB Botafogo-SP Brasil de Pelotas Campinense Confiança Ferroviário Figueirense Floresta Manaus Mirassol Paysandu Remo São José-RS Vitória Volta Redonda Ypiranga-RSLocalização dos times por Estado. Localização das equipes participantes da Série C de 2022 \| | \| ABC Altos Aparecidense Atlético-CE Botafogo-PB Botafogo-SP Brasil de Pelotas Campinense Confiança Ferroviário Figueirense Floresta Manaus Mirassol Paysandu Remo São José-RS Vitória Volta Redonda Ypiranga-RSLocalização dos times por Estado. Localização das equipes participantes da Série C de 2022 \| | \| ABC Altos Aparecidense Atlético-CE Botafogo-PB Botafogo-SP Brasil de Pelotas Campinense Confiança Ferroviário Figueirense Floresta Manaus Mirassol Paysandu Remo São José-RS Vitória Volta Redonda Ypiranga-RSLocalização dos times por Estado. Localização das equipes participantes da Série C de 2022 \| | Capacidade: 19 000  |
| | \| ABC Altos Aparecidense Atlético-CE Botafogo-PB Botafogo-SP Brasil de Pelotas Campinense Confiança Ferroviário Figueirense Floresta Manaus Mirassol Paysandu Remo São José-RS Vitória Volta Redonda Ypiranga-RSLocalização dos times por Estado. Localização das equipes participantes da Série C de 2022 \| | \| ABC Altos Aparecidense Atlético-CE Botafogo-PB Botafogo-SP Brasil de Pelotas Campinense Confiança Ferroviário Figueirense Floresta Manaus Mirassol Paysandu Remo São José-RS Vitória Volta Redonda Ypiranga-RSLocalização dos times por Estado. Localização das equipes participantes da Série C de 2022 \| | \| ABC Altos Aparecidense Atlético-CE Botafogo-PB Botafogo-SP Brasil de Pelotas Campinense Confiança Ferroviário Figueirense Floresta Manaus Mirassol Paysandu Remo São José-RS Vitória Volta Redonda Ypiranga-RSLocalização dos times por Estado. Localização das equipes participantes da Série C de 2022 \| | \| ABC Altos Aparecidense Atlético-CE Botafogo-PB Botafogo-SP Brasil de Pelotas Campinense Confiança Ferroviário Figueirense Floresta Manaus Mirassol Paysandu Remo São José-RS Vitória Volta Redonda Ypiranga-RSLocalização dos times por Estado. Localização das equipes participantes da Série C de 2022 \| |                     |
| Confiança | \| ABC Altos Aparecidense Atlético-CE Botafogo-PB Botafogo-SP Brasil de Pelotas Campinense Confiança Ferroviário Figueirense Floresta Manaus Mirassol Paysandu Remo São José-RS Vitória Volta Redonda Ypiranga-RSLocalização dos times por Estado. Localização das equipes participantes da Série C de 2022 \| | \| ABC Altos Aparecidense Atlético-CE Botafogo-PB Botafogo-SP Brasil de Pelotas Campinense Confiança Ferroviário Figueirense Floresta Manaus Mirassol Paysandu Remo São José-RS Vitória Volta Redonda Ypiranga-RSLocalização dos times por Estado. Localização das equipes participantes da Série C de 2022 \| | \| ABC Altos Aparecidense Atlético-CE Botafogo-PB Botafogo-SP Brasil de Pelotas Campinense Confiança Ferroviário Figueirense Floresta Manaus Mirassol Paysandu Remo São José-RS Vitória Volta Redonda Ypiranga-RSLocalização dos times por Estado. Localização das equipes participantes da Série C de 2022 \| | \| ABC Altos Aparecidense Atlético-CE Botafogo-PB Botafogo-SP Brasil de Pelotas Campinense Confiança Ferroviário Figueirense Floresta Manaus Mirassol Paysandu Remo São José-RS Vitória Volta Redonda Ypiranga-RSLocalização dos times por Estado. Localização das equipes participantes da Série C de 2022 \| | Ferroviário         |
| Batistão | \| ABC Altos Aparecidense Atlético-CE Botafogo-PB Botafogo-SP Brasil de Pelotas Campinense Confiança Ferroviário Figueirense Floresta Manaus Mirassol Paysandu Remo São José-RS Vitória Volta Redonda Ypiranga-RSLocalização dos times por Estado. Localização das equipes participantes da Série C de 2022 \| | \| ABC Altos Aparecidense Atlético-CE Botafogo-PB Botafogo-SP Brasil de Pelotas Campinense Confiança Ferroviário Figueirense Floresta Manaus Mirassol Paysandu Remo São José-RS Vitória Volta Redonda Ypiranga-RSLocalização dos times por Estado. Localização das equipes participantes da Série C de 2022 \| | \| ABC Altos Aparecidense Atlético-CE Botafogo-PB Botafogo-SP Brasil de Pelotas Campinense Confiança Ferroviário Figueirense Floresta Manaus Mirassol Paysandu Remo São José-RS Vitória Volta Redonda Ypiranga-RSLocalização dos times por Estado. Localização das equipes participantes da Série C de 2022 \| | \| ABC Altos Aparecidense Atlético-CE Botafogo-PB Botafogo-SP Brasil de Pelotas Campinense Confiança Ferroviário Figueirense Floresta Manaus Mirassol Paysandu Remo São José-RS Vitória Volta Redonda Ypiranga-RSLocalização dos times por Estado. Localização das equipes participantes da Série C de 2022 \| | Elzir Cabral        |
| Capacidade: 15 000 | \| ABC Altos Aparecidense Atlético-CE Botafogo-PB Botafogo-SP Brasil de Pelotas Campinense Confiança Ferroviário Figueirense Floresta Manaus Mirassol Paysandu Remo São José-RS Vitória Volta Redonda Ypiranga-RSLocalização dos times por Estado. Localização das equipes participantes da Série C de 2022 \| | \| ABC Altos Aparecidense Atlético-CE Botafogo-PB Botafogo-SP Brasil de Pelotas Campinense Confiança Ferroviário Figueirense Floresta Manaus Mirassol Paysandu Remo São José-RS Vitória Volta Redonda Ypiranga-RSLocalização dos times por Estado. Localização das equipes participantes da Série C de 2022 \| | \| ABC Altos Aparecidense Atlético-CE Botafogo-PB Botafogo-SP Brasil de Pelotas Campinense Confiança Ferroviário Figueirense Floresta Manaus Mirassol Paysandu Remo São José-RS Vitória Volta Redonda Ypiranga-RSLocalização dos times por Estado. Localização das equipes participantes da Série C de 2022 \| | \| ABC Altos Aparecidense Atlético-CE Botafogo-PB Botafogo-SP Brasil de Pelotas Campinense Confiança Ferroviário Figueirense Floresta Manaus Mirassol Paysandu Remo São José-RS Vitória Volta Redonda Ypiranga-RSLocalização dos times por Estado. Localização das equipes participantes da Série C de 2022 \| | Capacidade: 4 200   |
| | \| ABC Altos Aparecidense Atlético-CE Botafogo-PB Botafogo-SP Brasil de Pelotas Campinense Confiança Ferroviário Figueirense Floresta Manaus Mirassol Paysandu Remo São José-RS Vitória Volta Redonda Ypiranga-RSLocalização dos times por Estado. Localização das equipes participantes da Série C de 2022 \| | \| ABC Altos Aparecidense Atlético-CE Botafogo-PB Botafogo-SP Brasil de Pelotas Campinense Confiança Ferroviário Figueirense Floresta Manaus Mirassol Paysandu Remo São José-RS Vitória Volta Redonda Ypiranga-RSLocalização dos times por Estado. Localização das equipes participantes da Série C de 2022 \| | \| ABC Altos Aparecidense Atlético-CE Botafogo-PB Botafogo-SP Brasil de Pelotas Campinense Confiança Ferroviário Figueirense Floresta Manaus Mirassol Paysandu Remo São José-RS Vitória Volta Redonda Ypiranga-RSLocalização dos times por Estado. Localização das equipes participantes da Série C de 2022 \| | \| ABC Altos Aparecidense Atlético-CE Botafogo-PB Botafogo-SP Brasil de Pelotas Campinense Confiança Ferroviário Figueirense Floresta Manaus Mirassol Paysandu Remo São José-RS Vitória Volta Redonda Ypiranga-RSLocalização dos times por Estado. Localização das equipes participantes da Série C de 2022 \| | Elzir Cabral        |
| Figueirense | \| ABC Altos Aparecidense Atlético-CE Botafogo-PB Botafogo-SP Brasil de Pelotas Campinense Confiança Ferroviário Figueirense Floresta Manaus Mirassol Paysandu Remo São José-RS Vitória Volta Redonda Ypiranga-RSLocalização dos times por Estado. Localização das equipes participantes da Série C de 2022 \| | \| ABC Altos Aparecidense Atlético-CE Botafogo-PB Botafogo-SP Brasil de Pelotas Campinense Confiança Ferroviário Figueirense Floresta Manaus Mirassol Paysandu Remo São José-RS Vitória Volta Redonda Ypiranga-RSLocalização dos times por Estado. Localização das equipes participantes da Série C de 2022 \| | \| ABC Altos Aparecidense Atlético-CE Botafogo-PB Botafogo-SP Brasil de Pelotas Campinense Confiança Ferroviário Figueirense Floresta Manaus Mirassol Paysandu Remo São José-RS Vitória Volta Redonda Ypiranga-RSLocalização dos times por Estado. Localização das equipes participantes da Série C de 2022 \| | \| ABC Altos Aparecidense Atlético-CE Botafogo-PB Botafogo-SP Brasil de Pelotas Campinense Confiança Ferroviário Figueirense Floresta Manaus Mirassol Paysandu Remo São José-RS Vitória Volta Redonda Ypiranga-RSLocalização dos times por Estado. Localização das equipes participantes da Série C de 2022 \| | Floresta            |
| Orlando Scarpelli | \| ABC Altos Aparecidense Atlético-CE Botafogo-PB Botafogo-SP Brasil de Pelotas Campinense Confiança Ferroviário Figueirense Floresta Manaus Mirassol Paysandu Remo São José-RS Vitória Volta Redonda Ypiranga-RSLocalização dos times por Estado. Localização das equipes participantes da Série C de 2022 \| | \| ABC Altos Aparecidense Atlético-CE Botafogo-PB Botafogo-SP Brasil de Pelotas Campinense Confiança Ferroviário Figueirense Floresta Manaus Mirassol Paysandu Remo São José-RS Vitória Volta Redonda Ypiranga-RSLocalização dos times por Estado. Localização das equipes participantes da Série C de 2022 \| | \| ABC Altos Aparecidense Atlético-CE Botafogo-PB Botafogo-SP Brasil de Pelotas Campinense Confiança Ferroviário Figueirense Floresta Manaus Mirassol Paysandu Remo São José-RS Vitória Volta Redonda Ypiranga-RSLocalização dos times por Estado. Localização das equipes participantes da Série C de 2022 \| | \| ABC Altos Aparecidense Atlético-CE Botafogo-PB Botafogo-SP Brasil de Pelotas Campinense Confiança Ferroviário Figueirense Floresta Manaus Mirassol Paysandu Remo São José-RS Vitória Volta Redonda Ypiranga-RSLocalização dos times por Estado. Localização das equipes participantes da Série C de 2022 \| | Presidente Vargas   |
| Capacidade: 19 584 | \| ABC Altos Aparecidense Atlético-CE Botafogo-PB Botafogo-SP Brasil de Pelotas Campinense Confiança Ferroviário Figueirense Floresta Manaus Mirassol Paysandu Remo São José-RS Vitória Volta Redonda Ypiranga-RSLocalização dos times por Estado. Localização das equipes participantes da Série C de 2022 \| | \| ABC Altos Aparecidense Atlético-CE Botafogo-PB Botafogo-SP Brasil de Pelotas Campinense Confiança Ferroviário Figueirense Floresta Manaus Mirassol Paysandu Remo São José-RS Vitória Volta Redonda Ypiranga-RSLocalização dos times por Estado. Localização das equipes participantes da Série C de 2022 \| | \| ABC Altos Aparecidense Atlético-CE Botafogo-PB Botafogo-SP Brasil de Pelotas Campinense Confiança Ferroviário Figueirense Floresta Manaus Mirassol Paysandu Remo São José-RS Vitória Volta Redonda Ypiranga-RSLocalização dos times por Estado. Localização das equipes participantes da Série C de 2022 \| | \| ABC Altos Aparecidense Atlético-CE Botafogo-PB Botafogo-SP Brasil de Pelotas Campinense Confiança Ferroviário Figueirense Floresta Manaus Mirassol Paysandu Remo São José-RS Vitória Volta Redonda Ypiranga-RSLocalização dos times por Estado. Localização das equipes participantes da Série C de 2022 \| | Capacidade: 20 268  |
| | \| ABC Altos Aparecidense Atlético-CE Botafogo-PB Botafogo-SP Brasil de Pelotas Campinense Confiança Ferroviário Figueirense Floresta Manaus Mirassol Paysandu Remo São José-RS Vitória Volta Redonda Ypiranga-RSLocalização dos times por Estado. Localização das equipes participantes da Série C de 2022 \| | \| ABC Altos Aparecidense Atlético-CE Botafogo-PB Botafogo-SP Brasil de Pelotas Campinense Confiança Ferroviário Figueirense Floresta Manaus Mirassol Paysandu Remo São José-RS Vitória Volta Redonda Ypiranga-RSLocalização dos times por Estado. Localização das equipes participantes da Série C de 2022 \| | \| ABC Altos Aparecidense Atlético-CE Botafogo-PB Botafogo-SP Brasil de Pelotas Campinense Confiança Ferroviário Figueirense Floresta Manaus Mirassol Paysandu Remo São José-RS Vitória Volta Redonda Ypiranga-RSLocalização dos times por Estado. Localização das equipes participantes da Série C de 2022 \| | \| ABC Altos Aparecidense Atlético-CE Botafogo-PB Botafogo-SP Brasil de Pelotas Campinense Confiança Ferroviário Figueirense Floresta Manaus Mirassol Paysandu Remo São José-RS Vitória Volta Redonda Ypiranga-RSLocalização dos times por Estado. Localização das equipes participantes da Série C de 2022 \| | Presidente Vargas   |
| Manaus | \| ABC Altos Aparecidense Atlético-CE Botafogo-PB Botafogo-SP Brasil de Pelotas Campinense Confiança Ferroviário Figueirense Floresta Manaus Mirassol Paysandu Remo São José-RS Vitória Volta Redonda Ypiranga-RSLocalização dos times por Estado. Localização das equipes participantes da Série C de 2022 \| | \| ABC Altos Aparecidense Atlético-CE Botafogo-PB Botafogo-SP Brasil de Pelotas Campinense Confiança Ferroviário Figueirense Floresta Manaus Mirassol Paysandu Remo São José-RS Vitória Volta Redonda Ypiranga-RSLocalização dos times por Estado. Localização das equipes participantes da Série C de 2022 \| | \| ABC Altos Aparecidense Atlético-CE Botafogo-PB Botafogo-SP Brasil de Pelotas Campinense Confiança Ferroviário Figueirense Floresta Manaus Mirassol Paysandu Remo São José-RS Vitória Volta Redonda Ypiranga-RSLocalização dos times por Estado. Localização das equipes participantes da Série C de 2022 \| | \| ABC Altos Aparecidense Atlético-CE Botafogo-PB Botafogo-SP Brasil de Pelotas Campinense Confiança Ferroviário Figueirense Floresta Manaus Mirassol Paysandu Remo São José-RS Vitória Volta Redonda Ypiranga-RSLocalização dos times por Estado. Localização das equipes participantes da Série C de 2022 \| | Mirassol            |
| Arena da Amazônia | \| ABC Altos Aparecidense Atlético-CE Botafogo-PB Botafogo-SP Brasil de Pelotas Campinense Confiança Ferroviário Figueirense Floresta Manaus Mirassol Paysandu Remo São José-RS Vitória Volta Redonda Ypiranga-RSLocalização dos times por Estado. Localização das equipes participantes da Série C de 2022 \| | \| ABC Altos Aparecidense Atlético-CE Botafogo-PB Botafogo-SP Brasil de Pelotas Campinense Confiança Ferroviário Figueirense Floresta Manaus Mirassol Paysandu Remo São José-RS Vitória Volta Redonda Ypiranga-RSLocalização dos times por Estado. Localização das equipes participantes da Série C de 2022 \| | \| ABC Altos Aparecidense Atlético-CE Botafogo-PB Botafogo-SP Brasil de Pelotas Campinense Confiança Ferroviário Figueirense Floresta Manaus Mirassol Paysandu Remo São José-RS Vitória Volta Redonda Ypiranga-RSLocalização dos times por Estado. Localização das equipes participantes da Série C de 2022 \| | \| ABC Altos Aparecidense Atlético-CE Botafogo-PB Botafogo-SP Brasil de Pelotas Campinense Confiança Ferroviário Figueirense Floresta Manaus Mirassol Paysandu Remo São José-RS Vitória Volta Redonda Ypiranga-RSLocalização dos times por Estado. Localização das equipes participantes da Série C de 2022 \| | Maião               |
| Capacidade: 44 000 | \| ABC Altos Aparecidense Atlético-CE Botafogo-PB Botafogo-SP Brasil de Pelotas Campinense Confiança Ferroviário Figueirense Floresta Manaus Mirassol Paysandu Remo São José-RS Vitória Volta Redonda Ypiranga-RSLocalização dos times por Estado. Localização das equipes participantes da Série C de 2022 \| | \| ABC Altos Aparecidense Atlético-CE Botafogo-PB Botafogo-SP Brasil de Pelotas Campinense Confiança Ferroviário Figueirense Floresta Manaus Mirassol Paysandu Remo São José-RS Vitória Volta Redonda Ypiranga-RSLocalização dos times por Estado. Localização das equipes participantes da Série C de 2022 \| | \| ABC Altos Aparecidense Atlético-CE Botafogo-PB Botafogo-SP Brasil de Pelotas Campinense Confiança Ferroviário Figueirense Floresta Manaus Mirassol Paysandu Remo São José-RS Vitória Volta Redonda Ypiranga-RSLocalização dos times por Estado. Localização das equipes participantes da Série C de 2022 \| | \| ABC Altos Aparecidense Atlético-CE Botafogo-PB Botafogo-SP Brasil de Pelotas Campinense Confiança Ferroviário Figueirense Floresta Manaus Mirassol Paysandu Remo São José-RS Vitória Volta Redonda Ypiranga-RSLocalização dos times por Estado. Localização das equipes participantes da Série C de 2022 \| | Capacidade: 15 000  |
| | \| ABC Altos Aparecidense Atlético-CE Botafogo-PB Botafogo-SP Brasil de Pelotas Campinense Confiança Ferroviário Figueirense Floresta Manaus Mirassol Paysandu Remo São José-RS Vitória Volta Redonda Ypiranga-RSLocalização dos times por Estado. Localização das equipes participantes da Série C de 2022 \| | \| ABC Altos Aparecidense Atlético-CE Botafogo-PB Botafogo-SP Brasil de Pelotas Campinense Confiança Ferroviário Figueirense Floresta Manaus Mirassol Paysandu Remo São José-RS Vitória Volta Redonda Ypiranga-RSLocalização dos times por Estado. Localização das equipes participantes da Série C de 2022 \| | \| ABC Altos Aparecidense Atlético-CE Botafogo-PB Botafogo-SP Brasil de Pelotas Campinense Confiança Ferroviário Figueirense Floresta Manaus Mirassol Paysandu Remo São José-RS Vitória Volta Redonda Ypiranga-RSLocalização dos times por Estado. Localização das equipes participantes da Série C de 2022 \| | \| ABC Altos Aparecidense Atlético-CE Botafogo-PB Botafogo-SP Brasil de Pelotas Campinense Confiança Ferroviário Figueirense Floresta Manaus Mirassol Paysandu Remo São José-RS Vitória Volta Redonda Ypiranga-RSLocalização dos times por Estado. Localização das equipes participantes da Série C de 2022 \| |                     |
| Paysandu | Remo | São José-RS | Vitória | Volta Redonda | Ypiranga de Erechim |
| Curuzu | Baenão | Passo d'Areia | Barradão | Raulino de Oliveira | Colosso da Lagoa    |
| Capacidade: 16 200 | Capacidade: 13 792 | Capacidade: 14 000 | Capacidade: 35 618 | Capacidade: 20 255 | Capacidade: 22 000  |
| | | | | |                     |
| ABC Altos Aparecidense Atlético-CE Botafogo-PB Botafogo-SP Brasil de Pelotas Campinense Confiança Ferroviário Figueirense Floresta Manaus Mirassol Paysandu Remo São José-RS Vitória Volta Redonda Ypiranga-RSLocalização dos times por Estado. Localização das equipes participantes da Série C de 2022 | | | | |                     |

### Outros estádios
Além dos estádios de mando usual, outros estádios foram utilizados devido a punições de perda de mando de campo impostas pelo Superior Tribunal de Justiça Desportiva ou por conta de problemas de interdição dos estádios usuais ou simplesmente por opção dos clubes em mandar seus jogos em outros locais, geralmente buscando uma melhor renda.

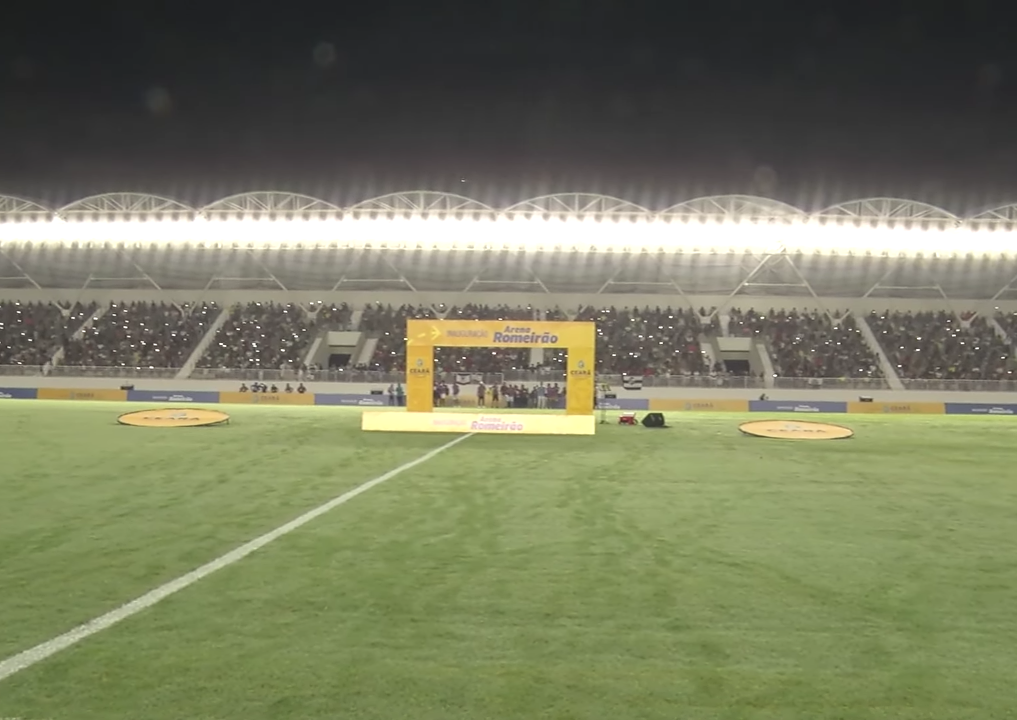
Arena Romeirão (Juazeiro do Norte)
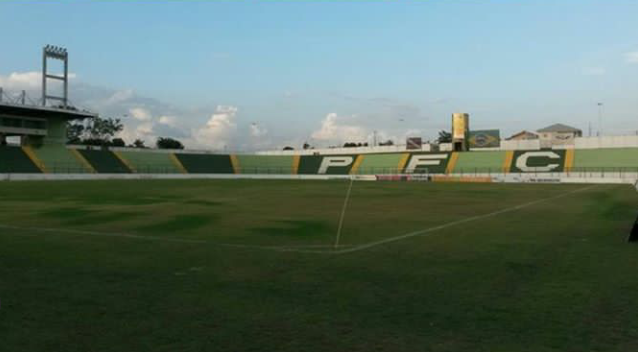
Arena Verde (Paragominas)
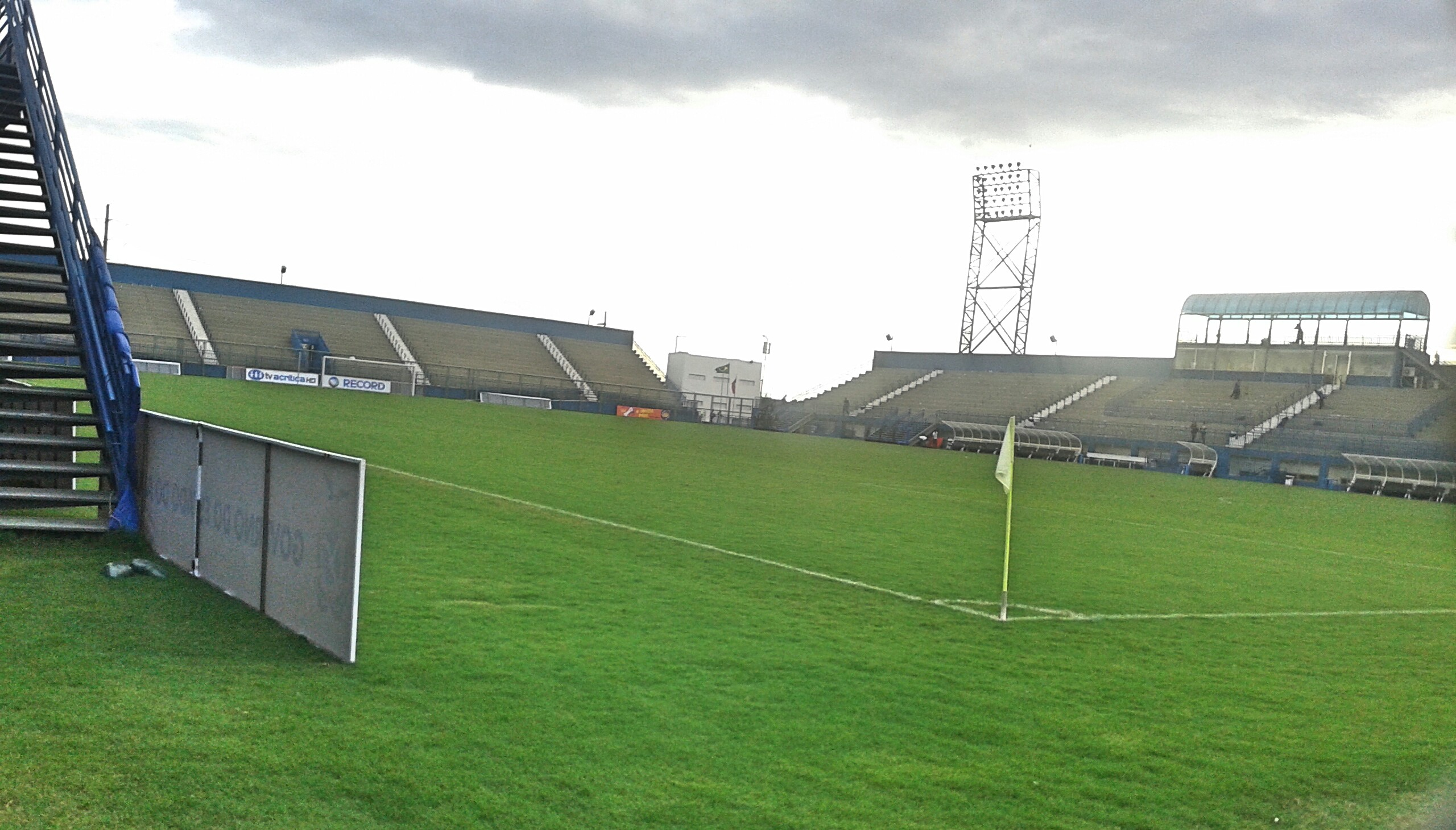
Colina (Manaus)
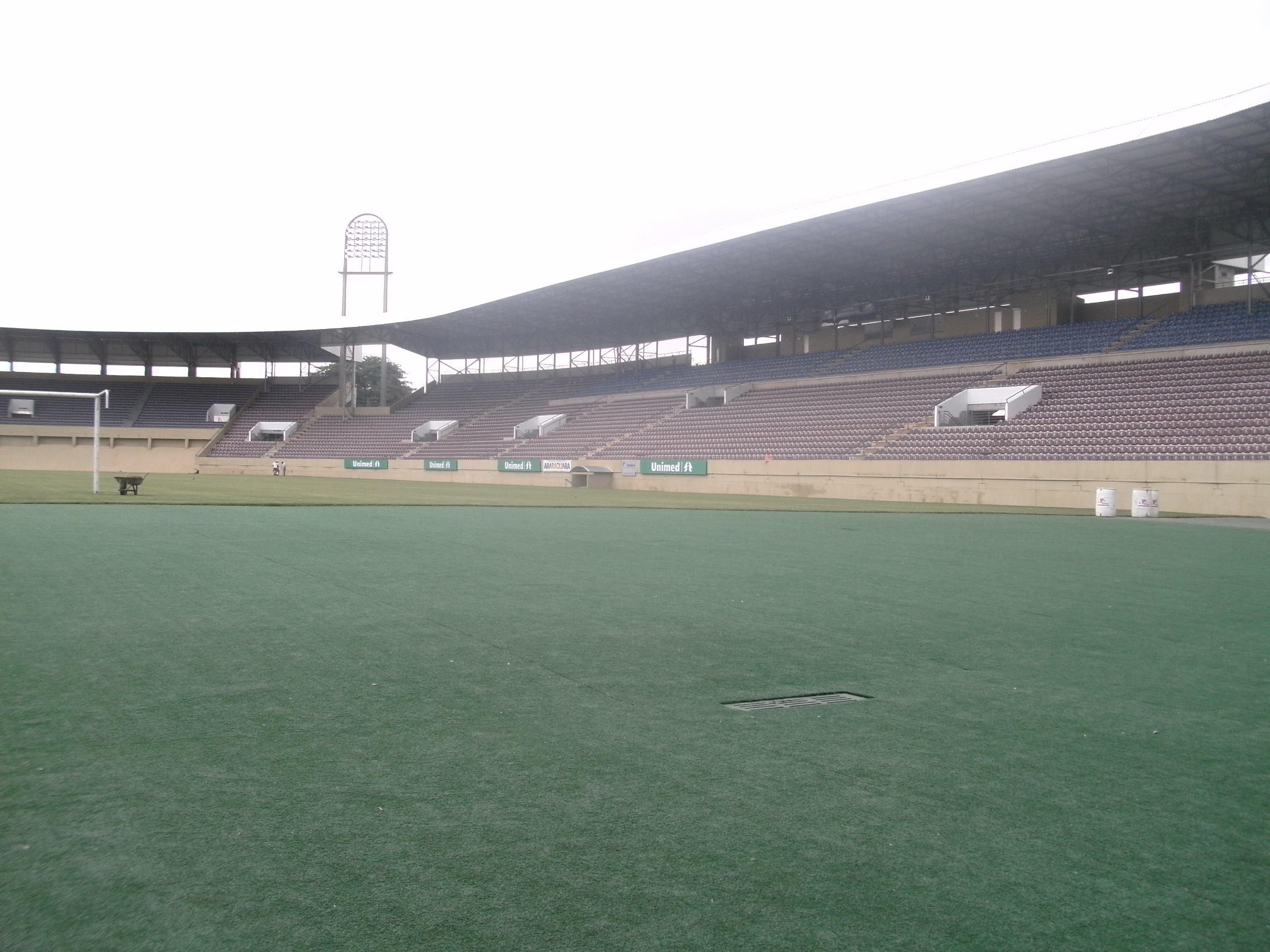
Fonte Luminosa (Araraquara)
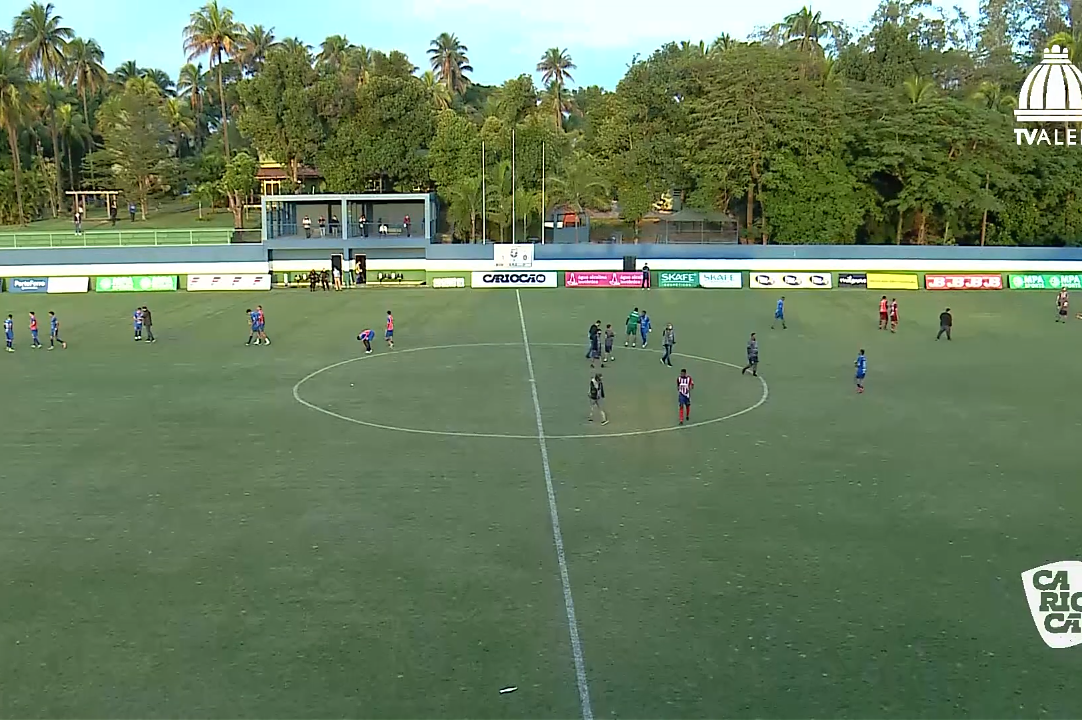
Nivaldo Pereira (Nova Iguaçu)

Ainda foram utilizados o Domingão (Horizonte) e o João Ronaldo (Pacajus).

## Primeira fase

### Classificação
|  | v d e |

| Pos. | Equipes             | P  | J  | V  | E | D  | GP | GC | SG  | %  | M       | Classificação ou rebaixamento |
| ---- | ------------------- | -- | -- | -- | - | -- | -- | -- | --- | -- | ------- | ----------------------------- |
| 1    | Mirassol            | 33 | 19 | 10 | 3 | 6  | 32 | 20 | +12 | 58 | Estável | Classificados à próxima fase  |
| 2    | Paysandu            | 33 | 19 | 9  | 6 | 4  | 31 | 17 | +14 | 58 | Estável | Classificados à próxima fase  |
| 3    | Figueirense         | 33 | 19 | 8  | 9 | 2  | 27 | 18 | +9  | 58 | 1       | Classificados à próxima fase  |
| 4    | Volta Redonda       | 32 | 19 | 10 | 2 | 7  | 29 | 22 | +7  | 56 | 1       | Classificados à próxima fase  |
| 5    | Botafogo-SP         | 32 | 19 | 10 | 2 | 7  | 26 | 22 | +4  | 56 | 1       | Classificados à próxima fase  |
| 6    | ABC                 | 31 | 19 | 8  | 7 | 4  | 22 | 16 | +6  | 54 | 3       | Classificados à próxima fase  |
| 7    | Vitória             | 29 | 19 | 8  | 5 | 6  | 21 | 15 | +6  | 51 | 3       | Classificados à próxima fase  |
| 8    | Aparecidense        | 29 | 19 | 8  | 5 | 6  | 23 | 18 | +5  | 51 | 1       | Classificados à próxima fase  |
| 9    | Botafogo-PB         | 29 | 19 | 7  | 8 | 4  | 17 | 13 | +4  | 51 | 2       |                               |
| 10   | Ypiranga de Erechim | 28 | 19 | 7  | 7 | 5  | 25 | 20 | +5  | 49 | 1       |                               |
| 11   | São José-RS         | 26 | 19 | 7  | 5 | 7  | 33 | 27 | +6  | 46 | 1       |                               |
| 12   | Remo                | 26 | 19 | 7  | 5 | 7  | 25 | 22 | +3  | 46 | 4       |                               |
| 13   | Manaus              | 25 | 19 | 6  | 7 | 6  | 16 | 21 | –5  | 44 | Estável |                               |
| 14   | Confiança           | 23 | 19 | 6  | 5 | 8  | 12 | 17 | –5  | 40 | 1       |                               |
| 15   | Floresta            | 23 | 19 | 6  | 5 | 8  | 17 | 25 | –8  | 40 | 1       |                               |
| 16   | Altos               | 21 | 19 | 6  | 3 | 10 | 21 | 31 | –10 | 37 | 2       |                               |
| 17   | Atlético Cearense   | 19 | 19 | 5  | 4 | 10 | 17 | 35 | –18 | 33 | Estável | Rebaixados à Série D de 2023  |
| 18   | Brasil de Pelotas   | 17 | 19 | 4  | 5 | 10 | 19 | 29 | –10 | 30 | Estável | Rebaixados à Série D de 2023  |
| 19   | Ferroviário         | 16 | 19 | 5  | 1 | 13 | 15 | 27 | –12 | 28 | Estável | Rebaixados à Série D de 2023  |
| 20   | Campinense          | 16 | 19 | 4  | 4 | 11 | 15 | 28 | –13 | 28 | Estável | Rebaixados à Série D de 2023  |

### Confrontos
|                   | ABC | ALT | APA | ATC | BPB | BRP | BPE | CMP | CON | FAC | FIG | FLO | MAN | MIR | PAY | REM | SJO | VIT | VRE | YPI |
| ----------------- | --- | --- | --- | --- | --- | --- | --- | --- | --- | --- | --- | --- | --- | --- | --- | --- | --- | --- | --- | --- |
| ABC               | —   |     |     |     |     |     | 3–0 | 1–0 | 0–0 |     |     | 2–0 | 0–0 | 1–0 | 1–1 |     | 3–2 |     | 1–0 |     |
| Altos             | 2–1 | —   |     | 0–1 |     | 1–3 | 3–2 | 1–0 |     | 1–0 |     |     |     |     | 0–3 |     |     | 0–0 |     | 3–0 |
| Aparecidense      | 2–2 | 2–1 | —   | 1–3 | 1–0 |     |     |     |     |     |     | 3–2 |     | 0–1 | 1–0 |     | 1–2 | 0–0 |     |     |
| Atlético-CE       | 0–1 |     |     | —   |     | 0–2 |     | 0–1 |     | 0–1 | 1–1 |     | 3–1 |     |     | 3–1 |     | 1–1 |     | 0–0 |
| Botafogo-PB       | 0–0 | 2–1 |     | 2–0 | —   |     |     | 1–1 | 1–0 |     | 1–1 | 1–1 |     | 1–1 |     | 0–0 | 2–1 |     |     |     |
| Botafogo-SP       | 2–0 |     | 0–2 |     | 2–1 | —   |     |     |     |     |     | 0–1 | 1–0 | 2–2 |     | 2–1 |     |     | 2–1 | 1–0 |
| Brasil de Pelotas |     |     | 1–2 | 4–1 | 0–0 | 1–1 | —   |     | 1–0 | 3–1 | 0–1 |     | 1–1 |     |     | 1–0 |     |     |     | 0–2 |
| Campinense        |     |     | 1–1 |     |     | 1–3 | 2–0 | —   |     | 2–0 |     |     | 1–2 |     | 1–3 |     |     | 0–1 | 0–1 | 0–0 |
| Confiança         |     | 1–0 | 1–1 | 1–0 |     | 2–1 |     | 2–3 | —   | 1–0 |     |     |     |     |     | 1–2 | 1–0 |     | 1–0 | 0–0 |
| Ferroviário       | 1–3 |     | 1–0 |     | 1–0 | 1–0 |     |     |     | —   |     | 0–2 |     |     | 1–2 |     | 2–0 | 0–0 |     | 1–2 |
| Figueirense       | 2–1 | 4–1 | 2–1 |     |     | 2–1 |     | 4–0 | 0–0 | 1–0 | —   |     |     | 0–2 |     | 0–0 | 3–2 |     |     |     |
| Floresta          |     | 2–2 |     | 2–3 |     |     | 2–1 | 1–1 | 1–0 |     | 0–0 | —   | 0–1 | 0–2 |     |     |     |     | 1–1 |     |
| Manaus            |     | 0–0 | 1–0 |     | 0–0 |     |     |     | 0–0 | 4–2 | 1–1 |     | —   | 2–1 |     | 1–0 | 1–1 |     | 1–2 |     |
| Mirassol          |     | 2–1 |     | 6–0 |     |     | 2–0 | 1–0 | 3–1 | 2–1 |     |     |     | —   | 1–1 |     | 2–1 | 1–2 |     |     |
| Paysandu          |     |     |     | 5–0 | 2–1 | 4–1 | 1–1 |     | 1–0 |     | 1–1 | 0–1 | 2–0 |     | —   |     |     |     | 2–1 | 1–1 |
| Remo              | 2–0 | 1–2 | 0–0 |     |     |     |     | 4–0 |     | 2–1 |     | 2–0 |     | 3–1 | 2–2 | —   | 2–2 | 2–1 |     |     |
| São José          |     | 4–1 |     | 1–1 |     | 2–1 | 1–1 | 2–1 |     |     |     | 4–0 |     |     | 2–0 |     | —   | 1–2 | 3–1 |     |
| Vitória           | 2–2 |     |     |     | 0–1 | 0–1 | 3–1 |     | 3–0 |     | 2–0 | 0–1 | 1–0 |     | 1–0 |     |     | —   | 1–2 |     |
| Volta Redonda     |     | 3–1 | 0–3 | 4–0 | 0–1 |     | 3–1 |     |     | 2–1 | 1–1 |     |     | 2–1 |     | 3–0 |     |     | —   | 2–1 |
| Ypiranga-RS       | 0–0 |     | 0–2 |     | 1–2 |     |     |     |     |     | 3–3 | 2–0 | 5–0 | 2–1 |     | 2–1 | 2–2 | 2–1 |     | —   |

| Vitória do mandante Vitória do visitante Empate | Em negrito os jogos "clássicos". |

### Desempenho por rodada
Posições de cada clube por rodada:
| Rodada ↓ | ABC | ALT | APA | ATC | BPB | BRP | BPE | CMP | CON | FAC | FIG | FLO | MAN | MIR | PAY | REM | SJO | VIT | VRE | YPI |
| -------- | --- | --- | --- | --- | --- | --- | --- | --- | --- | --- | --- | --- | --- | --- | --- | --- | --- | --- | --- | --- |
| 1ª       | 12  | 19  | 2   | 17  | 5   | 1   | 8   | 7   | 18  | 16  | 10  | 6   | 11  | 3   | 12  | 3   | 15  | 14  | 9   | 20  |
| 2ª       | 7   | 19  | 10  | 20  | 11  | 1   | 15  | 2   | 13  | 18  | 6   | 4   | 8   | 3   | 5   | 12  | 9   | 17  | 14  | 16  |
| 3ª       | 2   | 19  | 14  | 20  | 7   | 1   | 16  | 6   | 17  | 15  | 9   | 5   | 4   | 3   | 8   | 12  | 10  | 18  | 11  | 13  |
| 4ª       | 5   | 17  | 15  | 20  | 9   | 4   | 18  | 6   | 19  | 10  | 13  | 2   | 8   | 1   | 11  | 7   | 12  | 16  | 3   | 14  |
| 5ª       | 2   | 18  | 15  | 20  | 5   | 12  | 14  | 10  | 19  | 4   | 13  | 3   | 8   | 1   | 6   | 11  | 16  | 17  | 9   | 7   |
| 6ª       | 7   | 20  | 16  | 19  | 2   | 6   | 15  | 14  | 17  | 9   | 11  | 8   | 3   | 1   | 10  | 5   | 13  | 18  | 4   | 12  |
| 7ª       | 3   | 20  | 15  | 19  | 2   | 11  | 17  | 14  | 18  | 4   | 6   | 12  | 8   | 1   | 5   | 10  | 13  | 16  | 9   | 7   |
| 8ª       | 2   | 17  | 15  | 20  | 3   | 10  | 19  | 16  | 18  | 7   | 5   | 13  | 8   | 1   | 4   | 6   | 14  | 12  | 11  | 9   |
| 9ª       | 3   | 19  | 15  | 18  | 4   | 12  | 20  | 16  | 17  | 11  | 6   | 14  | 9   | 1   | 2   | 5   | 8   | 13  | 7   | 10  |
| 10ª      | 2   | 15  | 12  | 19  | 4   | 14  | 20  | 18  | 17  | 11  | 5   | 16  | 10  | 3   | 1   | 7   | 8   | 13  | 6   | 9   |
| 11ª      | 3   | 13  | 11  | 20  | 4   | 12  | 19  | 15  | 18  | 14  | 5   | 17  | 8   | 1   | 2   | 9   | 10  | 16  | 6   | 7   |
| 12ª      | 3   | 13  | 7   | 20  | 4   | 11  | 19  | 17  | 18  | 15  | 6   | 14  | 12  | 1   | 2   | 10  | 5   | 16  | 9   | 8   |
| 13ª      | 3   | 14  | 8   | 20  | 4   | 5   | 19  | 18  | 16  | 17  | 9   | 15  | 7   | 1   | 2   | 11  | 6   | 13  | 12  | 10  |
| 14ª      | 3   | 14  | 10  | 18  | 5   | 4   | 20  | 19  | 17  | 16  | 6   | 15  | 7   | 1   | 2   | 13  | 9   | 12  | 8   | 11  |
| 15ª      | 5   | 14  | 8   | 20  | 3   | 7   | 19  | 18  | 15  | 17  | 4   | 16  | 11  | 1   | 2   | 9   | 12  | 10  | 6   | 13  |
| 16ª      | 3   | 12  | 7   | 18  | 5   | 8   | 20  | 19  | 15  | 16  | 6   | 17  | 13  | 1   | 2   | 10  | 9   | 11  | 4   | 14  |
| 17ª      | 4   | 14  | 9   | 17  | 5   | 7   | 20  | 19  | 15  | 18  | 3   | 16  | 13  | 1   | 2   | 8   | 10  | 11  | 6   | 12  |
| 18ª      | 3   | 14  | 9   | 17  | 7   | 6   | 18  | 20  | 15  | 19  | 4   | 16  | 13  | 1   | 2   | 8   | 12  | 10  | 5   | 11  |
| 19ª      | 6   | 16  | 8   | 17  | 9   | 5   | 18  | 20  | 14  | 19  | 3   | 15  | 13  | 1   | 2   | 12  | 11  | 7   | 4   | 10  |
| Rodada ↑ | ABC | ALT | APA | ATC | BPB | BRP | BPE | CMP | CON | FAC | FIG | FLO | MAN | MIR | PAY | REM | SJO | VIT | VRE | YPI |

| Zona de classificação para a segunda fase Zona de rebaixamento à Série D de 2023 |

## Segunda fase

### Grupo B
| Pos | Equipes       | Pts | J | V | E | D | GP | GC | SG | Classificação ou rebaixamento           |
| --- | ------------- | --- | - | - | - | - | -- | -- | -- | --------------------------------------- |
| 1   | Mirassol      | 12  | 6 | 3 | 3 | 0 | 11 | 8  | +3 | Promovido à Série B de 2023 e finalista |
| 2   | Botafogo-SP   | 10  | 6 | 3 | 1 | 2 | 11 | 8  | +3 | Promovido à Série B de 2023             |
| 3   | Aparecidense  | 7   | 6 | 2 | 1 | 3 | 8  | 10 | –2 |                                         |
| 4   | Volta Redonda | 4   | 6 | 1 | 1 | 4 | 7  | 11 | –4 |                                         |

#### Confrontos
|               | APA | BRP | MIR | VRE |
| ------------- | --- | --- | --- | --- |
| Aparecidense  | —   | 1–3 | 2–2 | 1–0 |
| Botafogo-SP   | 2–3 | —   | 1–1 | 3–1 |
| Mirassol      | 2–1 | 1–0 | —   | 3–3 |
| Volta Redonda | 1–0 | 1–2 | 1–2 | —   |

     Vitória do mandante
     Vitória do visitante
     Empate

### Grupo C
| Pos | Equipes     | Pts | J | V | E | D | GP | GC | SG | Classificação ou rebaixamento           |
| --- | ----------- | --- | - | - | - | - | -- | -- | -- | --------------------------------------- |
| 1   | ABC         | 12  | 6 | 3 | 3 | 0 | 4  | 1  | +3 | Promovido à Série B de 2023 e finalista |
| 2   | Vitória     | 9   | 6 | 2 | 3 | 1 | 4  | 6  | –2 | Promovido à Série B de 2023             |
| 3   | Figueirense | 7   | 6 | 2 | 1 | 3 | 8  | 6  | +2 |                                         |
| 4   | Paysandu    | 4   | 6 | 1 | 1 | 4 | 3  | 6  | –3 |                                         |

#### Confrontos
|             | ABC | FIG | PAY | VIT |
| ----------- | --- | --- | --- | --- |
| ABC         | —   | 2–1 | 1–0 | 0–0 |
| Figueirense | 0–0 | —   | 2–1 | 5–1 |
| Paysandu    | 0–1 | 1–0 | —   | 1–1 |
| Vitória     | 0–0 | 1–0 | 1–0 | —   |

     Vitória do mandante
     Vitória do visitante
     Empate

### Desempenho por rodada
| Rodada ↓ | APA | BRP | MIR | VRE |
| -------- | --- | --- | --- | --- |
| 1ª       | 2   | 1   | 3   | 4   |
| 2ª       | 4   | 2   | 1   | 3   |
| 3ª       | 4   | 2   | 1   | 3   |
| 4ª       | 4   | 2   | 1   | 3   |
| 5ª       | 3   | 2   | 1   | 4   |
| 6ª       | 3   | 2   | 1   | 4   |

| Zona de acesso e classificação para a final Zona de acesso |

| Rodada ↓ | ABC | FIG | PAY | VIT |
| -------- | --- | --- | --- | --- |
| 1ª       | 1   | 3   | 4   | 2   |
| 2ª       | 1   | 2   | 4   | 3   |
| 3ª       | 1   | 2   | 4   | 3   |
| 4ª       | 1   | 2   | 4   | 3   |
| 5ª       | 1   | 3   | 4   | 2   |
| 6ª       | 1   | 3   | 4   | 2   |

| Zona de acesso e classificação para a final Zona de acesso |

## Final
Ida
| 1 de outubro  | ABC | 0 – 0  | Mirassol | Estádio Frasqueirão, Natal                       |
| 17:00 (UTC−3) |     | Súmula |          | Público: 14 925 Árbitro: RS Rafael Rodrigo Klein |

Volta
| 8 de outubro  | Mirassol                 | 2 – 0  | ABC | Estádio Maião, Mirassol                                   |
| 17:00 (UTC−3) | Camilo 3' · Mingotti 45' | Súmula |     | Público: 9 265 Árbitro: MG Paulo Cesar Zanovelli da Silva |

## Artilharia
| Gols | Jogador          | Equipe        |
| ---- | ---------------- | ------------- |
| 12   | Alex Henrique    | Aparecidense  |
| 10   | Marlon           | Paysandu      |
| 9    | Camilo           | Mirassol      |
| 8    | Rafinha          | Vitória       |
| 7    | Gustavo Coutinho | Botafogo-PB   |
| 7    | Gustavo Xuxa     | Botafogo-SP   |
| 7    | Lelê             | Volta Redonda |
| 7    | Mingotti         | Mirassol      |

### Hat-tricks
| Jogador | Clube             | Adversário | Placar  | Data       | Ref.   |
| ------- | ----------------- | ---------- | ------- | ---------- | ------ |
| Leylon  | Atlético Cearense | Floresta   | 3–2 (F) | 3 de junho | [ 22 ] |

## Público
Maiores públicos
Estes são os dez maiores públicos do campeonato:
| Nº | Público | Mandante    | Placar | Visitante         | Estádio           | Data           | Rodada  | Ref.   |
| -- | ------- | ----------- | ------ | ----------------- | ----------------- | -------------- | ------- | ------ |
| 1  | 28 006  | Vitória     | 3–1    | Brasil de Pelotas | Barradão          | 13 de agosto   | 19ª     | [ 23 ] |
| 2  | 27 671  | Vitória     | 1–2    | Volta Redonda     | Barradão          | 5 de junho     | 9ª      | [ 24 ] |
| 3  | 26 132  | Vitória     | 2–2    | ABC               | Barradão          | 31 de julho    | 17ª     | [ 25 ] |
| 4  | 25 870  | Vitória     | 1–0    | Paysandu          | Barradão          | 17 de julho    | 15ª     | [ 26 ] |
| 5  | 24 622  | Vitória     | 0–0    | ABC               | Barradão          | 4 de setembro  | 3ª (2F) | [ 27 ] |
| 6  | 21 661  | Vitória     | 1–0    | Paysandu          | Barradão          | 21 de agosto   | 1ª (2F) | [ 28 ] |
| 7  | 21 202  | Vitória     | 1–0    | Figueirense       | Barradão          | 18 de setembro | 5ª (2F) | [ 29 ] |
| 8  | 18 330  | Figueirense | 2–1    | Paysandu          | Orlando Scarpelli | 3 de setembro  | 3ª (2F) | [ 30 ] |
| 9  | 14 925  | ABC         | 0–0    | Mirassol          | Frasqueirão       | 1 de outubro   | Final   | [ 31 ] |
| 10 | 14 527  | Figueirense | 3–2    | São José-RS       | Orlando Scarpelli | 31 de julho    | 17ª     | [ 32 ] |

Menores públicos
Estes são os dez menores públicos do campeonato, sem considerar as partidas com portões fechados:
| Nº | Público | Mandante          | Placar | Visitante           | Estádio           | Data        | Rodada | Ref.   |
| -- | ------- | ----------------- | ------ | ------------------- | ----------------- | ----------- | ------ | ------ |
| 1  | 41      | Floresta          | 0–1    | Manaus              | João Ronaldo      | 14 de maio  | 6ª     | [ 33 ] |
| 2  | 49      | São José-RS       | 3–1    | Volta Redonda       | Passo d'Areia     | 16 de abril | 2ª     | [ 34 ] |
| 3  | 60      | Floresta          | 2–1    | Brasil de Pelotas   | Presidente Vargas | 31 de julho | 17ª    | [ 35 ] |
| 4  | 63      | Atlético Cearense | 0–1    | Campinense          | Domingão          | 9 de abril  | 1ª     | [ 36 ] |
| 5  | 72      | Atlético Cearense | 1–1    | Figueirense         | Domingão          | 8 de maio   | 5ª     | [ 37 ] |
| 5  | 72      | Floresta          | 1–1    | Volta Redonda       | Presidente Vargas | 20 de junho | 11ª    | [ 38 ] |
| 7  | 74      | Floresta          | 0–2    | Mirassol            | Presidente Vargas | 16 de julho | 15ª    | [ 39 ] |
| 8  | 77      | Volta Redonda     | 0–1    | Botafogo-PB         | Nivaldo Pereira   | 29 de maio  | 8ª     | [ 40 ] |
| 9  | 79      | Altos             | 0–1    | Atlético Cearense   | Lindolfo Monteiro | 14 de maio  | 6ª     | [ 41 ] |
| 10 | 80      | Floresta          | 1–0    | Confiança           | João Ronaldo      | 10 de abril | 1ª     | [ 42 ] |
| 10 | 80      | Atlético Cearense | 0–0    | Ypiranga de Erechim | Domingão          | 26 de junho | 12ª    | [ 43 ] |

Médias de público
Estas são as médias de público dos clubes no campeonato. Considera-se apenas os jogos da equipe como mandante e o público pagante:
| 1. Vitória – 15 912 2. Remo – 8 909 3. ABC – 8 456 4. Figueirense – 8 154 5. Paysandu – 6 982 6. Botafogo-SP – 3 272 7. Botafogo-PB – 2 583 8. Brasil de Pelotas – 2 509 9. Mirassol – 2 473 10. Confiança – 2 266 | 1. Manaus – 2 161 2. Campinense – 1 861 3. Aparecidense – 1 186 4. Ferroviário – 959 5. Ypiranga de Erechim – 658 6. Volta Redonda – 318 7. Altos – 289 8. São José-RS – 204 9. Atlético Cearense – 166 10. Floresta – 87 |

## Premiação
| Campeonato Brasileiro 2022 Série C         |
| São Paulo                                  |
| ------------------------------------------ |
| Mirassol Futebol Clube Campeão (1º título) |

## Mudanças de técnicos
| Clube             | Antecessor         | Data        | Última partida                          | Rod | Pos | Sucessor               | Ref.          |
| ----------------- | ------------------ | ----------- | --------------------------------------- | --- | --- | ---------------------- | ------------- |
| Altos             | Carlos Rabelo      | 10 de abril | Altos 1–3 Botafogo-SP                   | 1ª  | 19º | Agnaldo Liz            | [ 45 ] [ 46 ] |
| Confiança         | Luizinho Lopes     | 13 de abril | Floresta 1–0 Confiança                  | 1ª  | 18º | Felipe Maestro         | [ 48 ] [ 49 ] |
| Vitória           | Geninho            | 20 de abril | Fortaleza 3–0 Vitória                   | 2ª  | 17º | Fabiano Soares         | [ 51 ] [ 52 ] |
| Altos             | Agnaldo Liz        | 26 de abril | Volta Redonda 3–1 Altos                 | 3ª  | 19º | Francisco Diá          | [ 53 ]        |
| Atlético Cearense | Betinho (interino) | 26 de abril | Atlético Cearense 0–1 Ferroviário       | 3ª  | 20º | Roberto Carlos         | [ 54 ]        |
| Altos             | Francisco Diá      | 16 de maio  | Altos 0–1 Atlético Cearense             | 6ª  | 19º | Fernando Tonet         | [ 55 ] [ 56 ] |
| Botafogo-SP       | Leandro Zago       | 23 de maio  | Ferroviário 1–0 Botafogo-SP             | 7ª  | 10º | Paulo Baier            | [ 57 ] [ 58 ] |
| Brasil de Pelotas | Jerson Testoni     | 30 de maio  | ABC 3–0 Brasil de Pelotas               | 8ª  | 19º | Thiago Gomes           | [ 60 ] [ 61 ] |
| Aparecidense      | Eduardo Souza      | 6 de junho  | Aparecidense 1–2 São José-RS            | 9ª  | 16º | Moacir Júnior          | [ 62 ] [ 63 ] |
| Floresta          | Ricardo Drubscky   | 12 de junho | São José-RS 4–0 Floresta                | 10ª | 14º | Leston Júnior          | [ 64 ] [ 65 ] |
| Ferroviário       | Roberto Fonseca    | 12 de junho | Altos 1–0 Ferroviário                   | 10ª | 11º | Sidney Moraes          | [ 66 ]        |
| Confiança         | Felipe Maestro     | 18 de junho | Confiança 2–3 Campinense                | 11ª | 18º | Vinícius Eutrópio      | [ 67 ] [ 68 ] |
| Vitória           | Fabiano Soares     | 19 de junho | Vitória 0–1 Botafogo-SP                 | 11ª | 16º | João Burse             | [ 69 ] [ 70 ] |
| Remo              | Paulo Bonamigo     | 19 de junho | Remo 1–2 Altos                          | 11ª | 8º  | Gerson Gusmão          | [ 72 ] [ 73 ] |
| Botafogo-PB       | Gerson Gusmão      | 20 de junho | Botafogo-PB 2–0 Atlético Cearense       | 11ª | 4º  | Itamar Schülle         | [ 73 ] [ 74 ] |
| Manaus            | Evaristo Piza      | 26 de junho | Botafogo-SP 1–0 Manaus                  | 12ª | 11º | João Brigatti          | [ 75 ] [ 76 ] |
| Campinense        | Ranielle Ribeiro   | 3 de julho  | Campinense 1–3 Botafogo-SP              | 13ª | 18º | Flávio Araújo          | [ 77 ] [ 78 ] |
| Ferroviário       | Sidney Moraes      | 4 de julho  | Manaus 4–2 Ferroviário                  | 13ª | 17º | Francisco Diá          | [ 79 ] [ 80 ] |
| Manaus            | João Brigatti      | 19 de julho | Manaus 1–2 Volta Redonda                | 15ª | 11º | Evaristo Piza          | [ 81 ]        |
| Atlético Cearense | Roberto Carlos     | 20 de julho | Brasil de Pelotas 4–1 Atlético Cearense | 15ª | 20º | Mozart Neto (interino) | [ 82 ] [ 83 ] |

## Classificação geral
A classificação geral dá prioridade ao clube que avançou mais fases, e ao campeão, mesmo que tenha menor pontuação.
| Pos | Equipes             | Pts | J  | V  | E  | D  | GP | GC | SG  | Classificação ou rebaixamento                             |
| --- | ------------------- | --- | -- | -- | -- | -- | -- | -- | --- | --------------------------------------------------------- |
| 1   | Mirassol            | 49  | 27 | 14 | 7  | 6  | 45 | 28 | +17 | Promovidos à Série B de 2023 e finalistas                 |
| 2   | ABC                 | 44  | 27 | 11 | 11 | 5  | 26 | 19 | +7  | Promovidos à Série B de 2023 e finalistas                 |
| 3   | Botafogo-SP         | 42  | 25 | 13 | 3  | 9  | 37 | 30 | +7  | Promovidos à Série B de 2023 e eliminados na segunda fase |
| 4   | Vitória             | 38  | 25 | 10 | 8  | 7  | 25 | 21 | +4  | Promovidos à Série B de 2023 e eliminados na segunda fase |
| 5   | Figueirense         | 40  | 25 | 10 | 10 | 5  | 35 | 24 | +11 | Eliminados na segunda fase                                |
| 6   | Paysandu            | 37  | 25 | 10 | 7  | 8  | 34 | 23 | +11 | Eliminados na segunda fase                                |
| 7   | Volta Redonda       | 36  | 25 | 11 | 3  | 11 | 36 | 33 | +3  | Eliminados na segunda fase                                |
| 8   | Aparecidense        | 36  | 25 | 10 | 6  | 9  | 31 | 28 | +3  | Eliminados na segunda fase                                |
| 9   | Botafogo-PB         | 29  | 19 | 7  | 8  | 4  | 17 | 13 | +4  | Eliminados na primeira fase                               |
| 10  | Ypiranga de Erechim | 28  | 19 | 7  | 7  | 5  | 25 | 20 | +5  | Eliminados na primeira fase                               |
| 11  | São José-RS         | 26  | 19 | 7  | 5  | 7  | 33 | 27 | +6  | Eliminados na primeira fase                               |
| 12  | Remo                | 26  | 19 | 7  | 5  | 7  | 25 | 22 | +3  | Eliminados na primeira fase                               |
| 13  | Manaus              | 25  | 19 | 6  | 7  | 6  | 16 | 21 | –5  | Eliminados na primeira fase                               |
| 14  | Confiança           | 23  | 19 | 6  | 5  | 8  | 12 | 17 | –5  | Eliminados na primeira fase                               |
| 15  | Floresta            | 23  | 19 | 6  | 5  | 8  | 17 | 25 | –8  | Eliminados na primeira fase                               |
| 16  | Altos               | 21  | 19 | 6  | 3  | 10 | 21 | 31 | –10 | Eliminados na primeira fase                               |
| 17  | Atlético Cearense   | 19  | 19 | 5  | 4  | 10 | 17 | 35 | –18 | Rebaixados à Série D de 2023                              |
| 18  | Brasil de Pelotas   | 17  | 19 | 4  | 5  | 10 | 19 | 29 | –10 | Rebaixados à Série D de 2023                              |
| 19  | Ferroviário         | 16  | 19 | 5  | 1  | 13 | 15 | 27 | –12 | Rebaixados à Série D de 2023                              |
| 20  | Campinense          | 16  | 19 | 4  | 4  | 11 | 15 | 28 | –13 | Rebaixados à Série D de 2023                              |